# Coussiberlé
Coussiberlé est une localité et une ancienne commune suisse du canton de Fribourg, située dans le district du Lac.

## Histoire
Réuni à Courgevaux en 1832, le village de Coussiberlé s'en détacha en 1871 pour être associé administrativement à la commune de Courlevon jusqu'à leur fusion. Germanisé depuis le milieu du XVIIIe siècle, Coussiberlé fit partie du bailliage de Morat jusqu'en 1798, puis du district du même nom jusqu'en 1848. La localité relève de la paroisse de Meyriez, réformée en 1530. Elle est active dans l’élevage et les cultures céréalières.
En 1974, Coussiberlé fusionne avec sa voisine de Courlevon. Cette dernière fusionnera en 2016 pour faire partie de la commune de Morat.

## Toponymie
1425 : Corsibellay
Noms allemands : Cussiberle, Guschubürli

## Démographie
Coussiberlé comptait 30 habitants en 1558, 58 en 1811, 63 en 1850, 80 en 1900, 58 en 1950, 51 en 1970.